# Винер штетише
Винер штетише је осигуравајуће друштво које послује у Србији од 2003. године. Део је аустријске осигуравајуће куће Vienna Insurance Group која је основана 1824. године.
Седиште друштва је у Новом Београду, Трешњиног цвета 1 (зграда VIG Plaza).
11070 Београд, Србија.